# Charles Simonneau
Pour les articles homonymes, voir Simoneau.
Charles-Louis Simonneau né à Orléans, baptisé le 3 août 1645 et mort à Paris le 22 mars 1728, est un dessinateur et graveur français.

## Biographie
Premier d'une dynastie de graveurs originaires d'Orléans, Charles Simonneau est dit « Simonneau l'aîné » ou « L'Ancien » pour le distinguer de son frère cadet Louis. 
Il commence son apprentissage dans l'atelier de Noël Coypel et, de 1667 à 1671, le poursuit dans celui de Guillaume Chasteau (1635-1683) graveur ordinaire du roi et académicien. Son fils, Philippe, est également graveur mais il est moins talentueux que son père et son oncle, Louis. Succédant à ce dernier, il travaille essentiellement pour l'Académie des sciences. 
Simonneau est reçu à l'Académie le 28 juin 1710 avec le portrait de Jules Hardouin-Mansart d'après François de Troy ; il est nommé, peu après, graveur ordinaire du Cabinet du roi. La plupart de ses gravures interprètent des œuvres d'artistes aussi prestigieux que Charles Le Brun, Élisabeth-Sophie Chéron ou Antoine Coypel, dans un style fortement influencé par Sébastien Leclerc et proche de celui de Claude Duflos. 
Son œuvre est très diversifié. Il a gravé avec Bernard Picart le Tombeau du Cardinal de Richelieu d'après François Girardon (chapelle de la Sorbonne à Paris). Il a réalisé de nombreux frontispices notamment pour les Pièces en trio de Marin Marais (1692) et des vignettes qu'il compose parfois lui-même. Il a contribué entre autres au Recueil Crozat et au Recueil de La Galerie du Luxembourg, d'après Pierre Paul Rubens. 
Charles Simonneau a traduit plusieurs portraits de Hyacinthe Rigaud, Antoine Anselme (Toulouse, musée Paul-Dupuy, inv. 2842), Jean-Paul Bignon, la Princesse Palatine, le Duc de Bourgogne, Nicolas Mesnager et le Duc de Villeroy.
Lors de sa visite en France en 1717, le tsar Pierre Ier commande quelques estampes dont une à Charles Simonneau qui grave la Bataille de Lesnaïa d'après Denis Pierre Martin.
Son fils Philippe Simonneau, né le 3 février 1685 à Paris, est lui aussi graveur et dessinateur et a été titré par l'Académie des Sciences.

## Œuvres

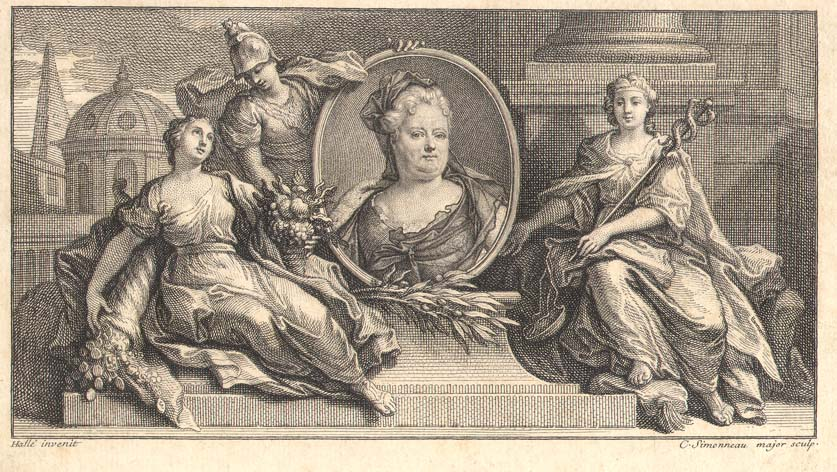
La Princesse palatine (1713), d'après Hyacinthe Rigaud et Claude Guy Hallé.

### Gravure originale de Charles Simonneau
- Tombeau du vicomte de Turenne dans l'église de Saint-Denis en France[7].
- Christ en croix[réf. nécessaire].

### Gravure d'interprétation
- La Princesse palatine, d'après Hyacinthe Rigaud.
- La Princesse palatine, 1713, d'après Hyacinthe Rigaud, repris en médaillon tenu par Minerve avec la Prudence et l'Abondance d'après Claude Guy Hallé.
- Claude Gros de Boze, d'après André Bouys.
- Antoine Le Maistre, d'après Philippe de Champaigne.
- Frontispice pour l'Histoire de l'Académie des Sciences : Minerve assise tenant le médaillon du Portrait de Louis XIV peint par Hyacinthe Rigaud, avec d'autres accessoires, d'après Antoine Coypel.
- Jules Hardouin-Mansart, 1710, burin d'après François de Troy[8].
- D'après Hyacinthe Rigaud :
  - Louis de France, duc de Bourgogne : « buste sans mains ; pris dans le grand portrait cité ci-dessus (gravure de Pierre Drevet en 1707). Petite estampe de la grandeur d'un volume in-12, faite pour être placée à la tête du recueil des Vertus de ce prince, publié par le R. P. Martineau, son confesseur[9]. » ;
  - Jean-Paul Bignon, abbé de Saint-Quentin ;
  - Nicolas Mesnager, 1715 ;
  - Antoine Anselme, prédicateur du roi, « demi-figure avec une main. Estampe de la grandeur d'un volume in-octavo. Il n'y a point d'inscription sous ce portrait, mais un passage de l'Ecclésiaste[10] » ;
  - Charles Coffin, principal du collège de Beauvais ;
- Antoine François Ferrand, d'après L. Delaunay.
- Le Père Nicolas Barré, prédicateur et professeur en théologie de l'ordre des Minimes, d'après Joseph Vivien.
- Jésus et la Samaritaine, d'après Annibale Carracci.
- D'après Charles Le Brun :
  - La Franche-Comté conquise pour la deuxième fois, 1674 (1688)[11] ;
  - L'Assomption de la Vierge ;
  - le Roi arme sur terre et sur mer, gravure finie par Laurent Cars (v.1679-v.1684)[12] ;
  - l'entrée de Jésus à Jérusalem (c. 1688-v.1689)[13] ;
  - plafond du grand escalier du château de Versailles (fin XVIIe début XVIIIe)[14].
- avec Nicolas de Larmessin : Les trois Batailles livrées pendant les Années 1703 et 1709, d'après Martin le jeune.
- Sacre de la Reine Marie de Médicis, entre 1690 et 1700, d'après Rubens[15].
- Recueil des Meilleurs Desseins de Raymond La Fage, regroupant 103 pièces dont cinquante-sept traductions de dessins de Raymond Lafage en gravures, auquel cinq autres graveurs contribuent : Gérard Audran, Gérard Edelinck, Franz Ertinger, Cornelis Vermeulen, Claude Auguste Berey, Paris, Chez Jean van der Bruggen, 1689.

### Iconographie
- Le portrait en buste de Charles Simonneau, non localisé, a été peint par Hyacinthe Rigaud en 1681 pour 33 livres (« M. Simonneau  [Charles], graveur du Roy »)Voir R. (baron) Portalis & Henri Béraldi, Les Graveurs du dix-huitième siècle, Paris, 1880-1882, II, p. 73.Voir également Chennevières-Pointel et al. 1854 (2), p. 142, 169.